# Upanishaden
Die Upanishaden (oder Upanischaden) sind eine Sammlung philosophischer Schriften des Hinduismus und Bestandteil des Veda (Spätvedische Zeit). Sie wurden zwischen 700 und 200 v. Chr. niedergeschrieben. Der Singular lautet die Upanishad. Im Sanskrit bedeutet उपनिषद्, upaniṣad, f., wörtlich „das Sich-in-der-Nähe-Niedersetzen“, gemeint ist „sich zu Füßen eines Lehrers (Guru) setzen“, aber auch eine geheime, belehrende Sitzung. Die Upanishaden wurden am Ende in den Kanon der Veda aufgenommen.
Die Veda und damit auch die Upanishaden gehören zu den Shruti (Sanskrit, f., श्रुति, śruti, wörtl.: „das Gehörte“), das durch „das Gehörte Offenbarte“. Es sind die Offenbarungstexte, zu denen die Samhitas, Brahmanas, Aranyakas und letztlich eben die Upanishaden zählen.
Im Zentrum der vedischen Religion stehen die im Veda dargebrachten religiösen Hymnen, so Opferrituale zugunsten der Gottheiten Indra, Agni und Vayu etc.

## Historischer Kontext und Bedeutung
Die Opferhymnen an die Götter, Gesänge, Opfersprüche und heilige Handlungen standen im Zentrum der Veden. Dies ist in den Upanishaden nicht so. Eine Upanishad im eigentlichen Sinn des Wortes hat keine sakralen oder rituellen Dinge mehr zum Thema. Demgemäß ist die tatsächliche Zugehörigkeit dieser Texte zu einer der vier vedischen Sammlungen ohne Bedeutung für den Inhalt. Sie offenbart sich nicht dem Vedakenner oder Opferexperten, sondern dem denkenden und suchenden Menschen. Das rituelle Opfer aus der Zeit der Veden wird zu einem inneren Prozess gewandelt und in Form intensiver Betrachtungen oder Meditationen verinnerlicht. Die Opfernden führten nicht mehr oder nicht nur das äußere Opfer aus, sondern sie opferten sich gleichsam in einem inneren Prozess, um so zur Erkenntnis und Wahrheit des Göttlichen zu gelangen. Ein Ausschnitt aus der Kaushitaki-Brahmana-Upanishad (2.5) über das Feueropfer (Agnihotram) macht dies deutlich:

„Nunmehr daher die Selbstbezwingung des Pratardana, oder, wie es auch genannt wird, das innerliche Agnihotram. Solange nämlich ein Mensch redet, solange kann er nicht einatmen; dann opfert er den Odem in der Rede; und solange ein Mensch einatmet, solange kann er nicht reden; dann opfert er die Rede in den Odem. Diese beiden Opferungen sind unendlich, unsterblich; denn man bringt sie dar, ohne Unterlass im Wachen wie im Schlaf. Hingegen die anderen Opferungen sind endlich, denn sie bestehen aus Werken. Darum haben die alten Weisen das Agnihotram nicht geopfert.“

## Schriften
Nach der hinduistischen Tradition werden 108 Upanishaden anerkannt, die in einer mindestens 700 Jahre alten Liste in der Muktika-Upanishad aufgeführt werden. Die Texte wurden sowohl in Prosa als auch in Versform verfasst. Es wird angenommen, dass sie zwischen 700 v. Chr. und 200 v. Chr. entstanden sind.
Die ältesten Upanishaden können chronologisch so angeordnet werden:
- Brihadaranyaka-Upanishad
- Chandogya-Upanishad
- Taittiriya-Upanishad
- Kaushitaki-Upanishad
- Aitareya-Upanishad
- Kena-Upanishad
- Maha-Narayana-Upanishad
- Die zweite Gruppe schließt die Katha-, Shveta-, Shvatara-, Isha-, Mundaka-, Prashna-, Maitrayaniya- und die Mandukya-Upanishad ein.

Die verbleibenden Upanishaden werden generell in die folgenden fünf Gruppen eingeteilt:
- Samanya-Vedanta-Upanishaden, welche den Vedanta allgemein erläutern
- Samnyasa-Upanishaden, die sich mit dem Ideal der Entsagung befassen
- Shakta-Upanishaden, die sich mit dem weiblichen Aspekt des Göttlichen und seiner Shakti beschäftigen
- Sekten-Upanishaden; sie erläutern die Lehren, die mit speziellen Kulten und Gottheiten verknüpft sind.
- Yoga-Upanishaden, die verschiedene Aspekte des Yoga, speziell des Hatha Yoga, erklären.

## Inhalt
Die Upanishaden haben sich textgeschichtlich aus den Brahmanas (Ritualtexten) entwickelt und sind teilweise auch deren Bestandteile. Während die Brahmanas sich hauptsächlich mit Opferritualistik beschäftigen, kreisen die Lehren der Upanishaden hauptsächlich um die folgenden miteinander verknüpften Themen:
- Es ist dem Menschen möglich, die letzte Wirklichkeit des Universums zu erreichen. Diese Wirklichkeit jenseits der wandelbaren Welt wird als das Brahman bezeichnet.
- Diese Höchste Wirklichkeit ist mit der innersten Natur des Menschen, die als Atman bezeichnet wird, identisch.
- Nur die Realisierung des Brahman befreit den Menschen vom existenziellen Leid und dem Zwang der Wiedergeburt.
- Die eigenen Gedanken und Handlungen bestimmen das persönliche Karma; man wird zu dem, womit man sich identifiziert.

Weitere Themen sind die Essenz und der Sinn des Daseins, verschiedene Arten der Meditation und der Gottesverehrung sowie die Eschatologie, die Erlösung und die Lehre von der Wiedergeburt Samsara.
Die Upanishaden beschäftigen sich mit dem Wesen des Brahman, der universellen Weltenseele, von dem Atman eine Reflexion in jedem Wesen ist, die innerste Essenz eines jeden Individuums. Brahman – und damit auch Atman – ist unvergänglich, unsterblich, unendlich, ewig, rein, unberührt von äußeren Veränderungen, ohne Anfang, ohne Ende, unbegrenzt durch Zeit, Raum und Kausalität, ist reines Sat-Chit-Ananda, reines Sein, Existenz an sich (sat), Bewusstsein, Verstehen (chit) und Wonne, reines Glück (ananda).
Der deutsche Philosoph Arthur Schopenhauer äußerte über die Upanishaden:

„Wie ist doch jede Zeile so voll fester, bestimmter und durchgängig zusammenstimmender Bedeutung! Und aus jeder Seite treten uns tiefe, ursprüngliche Gedanken entgegen, während ein heiliger Ernst über dem Ganzen schwebt. […] Es ist die belohnendeste und erhebendeste Lektüre, die […] auf der Welt möglich ist: sie ist der Trost meines Lebens gewesen und wird der meines Sterbens sein.“

## Verfasser
Namentlich bekannt sind die Reden des Brahmanen Yajnavalkya und dessen Belehrungen über das Wesen des Atman zu seiner Frau Maitreyi und ein Streitgespräch am Hofe des Königs Janaka. Die meisten Namen der Weisen sind jedoch nicht überliefert. Sie gehörten dem Priesterstand, den Brahmanen, oder dem Kriegerstand, den Kshatriyas, an.
Der Anspruch der Brahmanen, als einzige Gruppe über heiliges Wissen zu verfügen, galt nicht mehr und es war möglich, dass ein Mitglied der Kshatriyas einen Brahmanen über das Wesen des Selbsts belehrte. Mächtige Krieger, die zu dieser Gruppe gehörten, waren die Könige Janaka und Ajatashatru, der Herrscher von Kashi, dem heutigen Varanasi. Von Janaka heißt es, dass er ein Vollendeter war, ohne seine königlichen Pflichten zu vernachlässigen.

## Überlieferung
Die Upanishaden wurden wie die Hymnen des Veda über Jahrhunderte mündlich weitergegeben. Im Gegensatz zu den Ritualtexten, die offen für Allgemeinheit waren, wurden die esoterischen Weisheiten der Upanishaden nur an ausgewählte Schüler weitergegeben. Es wurde erwartet, dass die Schüler mit angegebener Ehrerbietung und Bescheidenheit an die Weisen herantraten und bereit waren sich einer jahrelangen Schülerdisziplin zu unterwerfen. Deshalb werden sie auch als Geheimlehren bezeichnet. 
Die mündliche Überlieferung der vedischen Texte stellt eine bemerkenswerte Leistung der Bewahrung und Weitergabe innerhalb der alten religiösen und kulturellen Traditionen Indiens dar. Diese als Shruti bekannten Texte wurden akribisch auswendig gelernt und von einer Reihe brahmanischer Priester und Gelehrter weitergegeben. In dieser Tradition wurde großer Wert auf Genauigkeit gelegt, und es wurden Anstrengungen unternommen, um jeden Buchstaben, jedes Wort und jede Betonung exakt zu übertragen.

## Beispiele
„Das Selbst ist wahrhaftig Brahman, aber aus Unwissenheit identifizieren es die Leute mit dem Verstand, dem Geist, den Sinnen, Leidenschaften und den Elementen Erde, Wasser, Luft, Raum und Feuer. Das ist der Grund, weshalb das Selbst aus diesem und jenem bestehen soll und überhaupt alles zu sein scheint. Wie ein Mensch handelt, so wird er im Leben. Jene, die Gutes tun, werden gut; jene, die Schaden verursachen, werden schlecht. Gute Taten machen einen rein; schlechte Taten machen einen unrein. Darum sagt man, dass wir sind, was unser Begehren ist. Wie unser Begehren ist, so ist unser Wille. Wie unser Wille ist, so sind unsere Handlungen. Wie wir handeln, so werden wir.“

„Die eine Gottheit verbirgt sich in jedem Lebewesen, dennoch durchdringt sie alles und ist das innerste Wesen in Allem. Sie vollbringt jede Arbeit und hat ihren Wohnsitz in Allem. Sie ist das Zeugnis ablegende Bewusstsein, formlos und unsterblich.“

„Wie zwei goldene, in engster Freundschaft auf ein und demselben Baum thronende Vögel wohnen das Ego und das Selbst in demselben Körper. Das Erstere isst die süßen und sauren Früchte vom Baum des Lebens, während das Letztere innerlich losgelöst zusieht.“

„Brahman, die universale Essenz, ist das Allem innewohnende Selbst. Es ist wahrlich die Wirklichkeit von Leben und Erleuchtung. Wenn der Mensch Brahman erkennt, wird er erleuchtet. Es gibt keinen Weiseren als den, der die innere Göttlichkeit erkannt hat. Er verrichtet alle täglichen Arbeiten als Ausdruck seines göttlichen Selbst und seine Freude ist von universeller Liebe durchdrungen. Er ist ein echter Kriyavan, der Weiseste unter den weisen Menschen.“

### Ausgaben
- Sarvepalli Radhakrishnan: The Principal Upanishads. Allen & Unwin, London 1978, ISBN 0-391-00571-5. Einleitung und Sanskrittext (transliteriert) mit kommentierter englischer Übersetzung von 18 Upanishaden.

### Übersetzungen
- Paul Deussen: Sechzig Upanishad's des Veda. Leipzig 1897.
- Paul Deussen: Upanishaden: Die Geheimlehre des Veda. Hrsg.: Peter Michel. 2. Auflage. Marix Verlag, Wiesbaden 2007, ISBN 978-3-86539-090-5.
- Eknath Easwaran: Upanishads. Nilgiri Press, 2007, ISBN 978-1-58638-021-2.
  - Deutsche Ausgabe: Die Upanischaden. Deutsch von Peter Kobbe. Goldmann, München 2008, ISBN 978-3-442-21826-4.
- Alfred Hillebrandt: Upanishaden. Diederichs Gelbe Reihe Bd. 15. Diederich, München 2003, ISBN 3-424-00575-4.
- Friedrich Max Müller: The Upaniṣads. 2 Bde., Dover, New York 1962, ISBN 0-486-20992-X u. ISBN 0-486-20993-8.
- Kabita Rump: Upanishaden. 3 Bde., Lit Verlag, Münster 2003 ff.
- Paul Thieme: Upanischaden. RUB 8723. Reclam, Stuttgart 1994, ISBN 3-15-008723-6.
- Ana Agud: Upanischaden: altindische Weisheiten. hrsg. und aus dem Sanskrit neu übers. von Ana Agud. Anaconda, Köln 2008, ISBN 978-3-86647-279-2.
- Walter Slaje: Upanischaden; Arkanum des Veda. Aus dem Sanskrit übersetzt und hrsg. Frankfurt/M.: Verlag der Weltreligionen 2009. Durchgesehene und korrigierte Neuausgabe. Taschenbuch. Frankfurt/M.: Verlag der Weltreligionen 2019. ISBN 978-3-458-24211-6.

### Sekundärliteratur
- Walter Ruben: Die Philosophie der Upanishaden. Francke-Verlag, Bern (1947).
- Paul Gäbler: Upanischaden in: Evangelisches Kirchenlexikon – Kirchlich-theologisches Handwörterbuch, Vandenhoeck & Ruprecht, Göttingen, 1. Auflage 1959, Band P–Z, Spalte 1580–1581.